# لتون، ویلتشر
لتون (به انگلیسی: Latton) یک روستا و محله مدنی در بریتانیا است که در Latton واقع شده‌است. لتون ۵۴۸ نفر جمعیت دارد.